# Gwary podlaskie języka polskiego
Gwary podlaskie języka polskiego – gwary dialektu mazowieckiego używane na obszarze nad Narwią i Bugiem z Białymstokiem, Białą Podlaską, Drohiczynem, Sokółką i Bielskiem Podlaskim. Na kształtowanie się tych gwar do dziś mają wpływ gwary białoruskie i ukraińskie, a także dialekt północnokresowy.

## Cechy gwar podlaskich
- fonetyka międzywyrazowa nieudźwięczniająca
- mazurzenie (nie występuje na wschodnim Podlasiu)
- samogłoska pochylona a wymawiana identycznie jak w języku polskim, natomiast pochylone e jako é, czyli samogłoska pośrednia między i a y lub e a i
- kontynuanty o ścieśnionego wymawiane różnie
- samogłoski nosowe wymawiane podobnie jak w języku ogólnopolskim
- wymawianie y jako głoski pośredniej między y i i
- pełnogłos, wytworzony pod wpływem gwar wschodniosłowiańskich
- przejście nagłosowego ja- w je- i ra- w re-
- śródgłosowe przejście -ar- w -er-
- akcent zgodny z ogólnopolskim